# 小华雀麦
小华雀麦（学名：Bromus sinensis var. minor）为禾本科雀麦属下华雀麦的一个变种。